# 王旭东 (1967年)
王旭东（1967年2月—），甘肃山丹人，工学博士，研究馆员。第十九届和二十届候补委员，现任故宫博物院院长。

## 生平
1990年毕业于兰州大学地质系水文地质与工程地质专业，1991年6月到敦煌研究院工作。2003年4月加入中共。2005年1月，任敦煌研究院副院长。2011年5月，任敦煌研究院常务副院长、党委副书记。2013年11月，任敦煌研究院党委书记、常务副院长。2014年12月，任敦煌研究院院长、党委书记。2017年10月，中国共产党第十九次全国代表大会上当选中国共产党第十九届中央委员会候补委员。2019年4月，任文化和旅游部党组成员、故宫博物院院长（副部长级）。

## 争议
2020年1月17日，原中顾委常委何长工孙媳妇高露（何刚之妻）发布开越野车进中国北京故宫博物院的照片而引发争议，照片中高露和另一名女性同行者倚靠在黑色奔驰越野车前，背景是北京故宫的太和门广场。高露的微博曾认证为“中国国际航空公司乘务员高露”，照片上的越野车为价格300万元人民币的黑色2019款梅赛德斯-奔驰AMG G63“先型特别版”，由此该事件也被媒体描述为“空姐开越野车进故宫”、“奔驰车开进故宫”、“女子开奔驰进故宫”等。1月19日，有民众就此事以涉嫌玩忽职守的名义向中共中央纪律检查委员会举报2019年4月起上任的故宫博物院院长王旭东。1月21日，故宫博物院院长王旭东发布道歉信指，对故宫博物院副院长和保卫处处长停职检查。在通过故宫博物院官方新浪微博道歉时，王旭东表示1月13日故宫博物院举办闭馆日活动，因原定停车场车位已满，故宫相关部门在引导车辆停放时，临时改变停车位置，未严格执行报批的接待方案，将原定的西华门内西河沿停车场，变更为午门内金水河南侧临时停车场。
2020年1月17日，新京报网发表媒体人于平评论文章《女子开奔驰进故宫：文保面前岂能容“特权撒欢”》，认为此次事件对故宫形象起到反向拉扯作用，故宫管理既然立下各种规矩，就应该不打折扣地执行，不能给任何人开口子，在文物保护面前人人平等。
2020年1月18日，《人民日报》发表评论《开车进故宫：规则面前没有“撒欢儿”的特权》，称：“人们的痛心，在于我们珍之重之的国家文物和文化尊严受到了侵犯；人们的愤慨，在于600年的故宫早已不是封建特权的私产，却依然有人试图破坏这样的共识。面对网上各种猜测，故宫还需一查到底，给公众一个交代。”同时，《新华每日电讯》微信公众号发表评论《开奔驰进故宫“撒欢儿”，严查谁为特权“开门”！》，称：“一辆越野车公然碾压故宫路面，无异于冒犯了全体国人的文化尊严。”“此次特权车在太和门广场‘撒欢儿’，不仅让人们为文物心痛，更触动涉及公平的敏感神经。”